# 員半千
員半千（614年—714年），字榮期，齊州全節（現山東省濟南縣章丘區）人，唐朝官员。

## 早年經歷
員半千祖先原為彭城劉氏，十世祖為劉凝之，在南朝宋任起部郎，之後南朝宋滅亡，因而逃往北魏，認為自己和伍員一樣忠烈，北魏皇帝因此賜姓員。
員半千本名餘慶，父親早逝，由伯父撫養，成長於晉州臨汾（現山西省臨汾市），在晉州時被舉為童子，房玄齡感到十分訝異，與員半千對談後，發現他已能講述易經和老子。年輕時與齊州人何彥先一同拜王義方為師，王義方非常賞識餘慶的才華，曾經對他說:「每五百年就出現一個賢人，以你的才能來說，足以承擔這句話。」因此改名為半千。王義方過世後，員半千與何彥先為老師守喪三年，在墓旁種滿松柏後才離開。

## 官途[4][5]

### 打入大牢
唐朝咸亨年間，連中八科制舉，後擔任武陟縣尉，適逢旱災飢荒，半千建議縣令殷子良開倉以救濟百姓，子良不允，後子良到州府出差，於是半千自己偷偷開倉分發糧食給飢餓的災民，懷州刺史郭齊宗大驚，決定查辦員半千，將之關入大牢。此時黃門侍郎薛元超擔任河北道存撫使，對齊宗說:「你沒有救助地方上受災的百姓，卻讓一個縣尉獨攬整個任務，你難道不會感到羞愧嘛。」就把員半千給放了。

### 得到高宗讚揚
過了不久，員半千又參加嶽牧的考試，唐高宗親自到武成殿，召集各州的考生，問:「兵書裡所說的天陣、地陣、人陣，分別代表什麼？」眾人還沒回答，員半千先開口說:「書上記載說天陣，是像星宿一樣孤立；地陣，指的是山川陰陽向背；人陣，以各部隊協調來互補不足之處。但我認為並非如此，以義之名才能出兵，像天下雨一樣，必須得到天命，這是天陣；有充足的糧食，一邊耕種一邊準備作戰，得到地利，這是地陣；善於用兵的人，能使三軍將士，都能像父子或兄弟般和睦，這是人陣，缺了這三條，怎麼打仗呢?」唐高宗很讚賞他，將他提拔為優等。

### 武則天的賞識與憤怒
之後又任職華原縣尉、武功縣尉，開始對這種瑣碎的事務感到厭煩，垂拱年間，請求擔任左衛胄曹，後擔任宣慰吐蕃使，在天子接見後，準備出使吐蕃，武則天對他說:「很久以前就聽過你的名字，還以為你是古人，想不到在朝廷裡阿，出使境外這種小事，不用麻煩你，還是留在朝廷內等待詔書吧。」當天就任命他司賓寺主簿，並與丘悅、王勮、石抱忠同爲弘文館直學士。因此員半千寫了《明堂新禮》三卷獻給武則天，武則天上嵩山祭拜時，又寫了《封禪四壇碑》十二首來歌功頌德，武則天很開心，前後總共賜給他千餘匹絹。長安年間，五次擔任正諫大夫，兼任右控鶴內供奉。員半千以控鶴這個職位，自古以來都沒有，又因得到此位多是輕薄之徒，不是朝廷良好的典範，上疏請求拒絕該官位。此舉忤逆了武則天，於是降職為水部郎中，派去參與預修《三教珠英》。

## 晚年
中宗時，擔任濠州刺史。睿宗即位時，累封平原郡公。半千事奉過五位皇帝，是一位清廉有節操的官員，年老不衰，喜歡遊山玩水。開元九年，遊堯山、沮水間，愛上這塊土地，於是定居下來。不久過世，年九十四。百姓和官吏都對此感到悲傷。

## 延伸阅读
[在维基数据编辑]
 在维基文库阅读此作者作品
 《舊唐書/卷190中》，出自刘昫《舊唐書》
 《新唐書·卷112》，出自《新唐書》